# Буковое (Ивано-Франковская область)
Буковое (укр. Букове) — село в Пасечнянской сельской общине Надворнянского района Ивано-Франковской области Украины.
Население по переписи 2001 года составляло 544 человека. Занимает площадь 2,7 км². Почтовый индекс — 78432. Телефонный код — 03475.